# Euapta lappa
Euapta lappa is een zeekomkommer uit de familie Synaptidae.
De wetenschappelijke naam van de soort werd in 1850 gepubliceerd door J. Müller.